# Pichit Chor Siriwat
Pichit Chor Siriwat est un boxeur thaïlandais né le 31 janvier 1975 à Chaiyaphum.

## Carrière
Passé professionnel en 1993, il perd l'année suivante un championnat du monde des poids mi-mouches WBA face à Leo Gamez après seulement 8e combat. Chor Siriwat tire les enseignements de cette défaite et remporte ce même titre le 3 décembre 1996 en battant au second round Keiji Yamaguchi. Il le conserve à cinq reprises jusqu'à l'an 2000 puis est destitué par la WBA pour ne pas avoir affronté son challenger officiel, Rosendo Alvarez, dans le délai imparti. Le combat a finalement lieu deux ans plus tard et voit la victoire d'Alvarez par arrêt de l'arbitre dans le 12e round. Pichit Chor Siriwat met un terme à sa carrière de boxeur en 2007 sur un bilan de 34 victoires et 3 défaites.